# Талис (футболист)
Талис Енрике Кантанеде (на португалски: Thalis Henrique Cantanhede) е бразилски футболист, който играе на поста офанзивен полузащитник. Състезател на ЦСКА 1948.

## Кариера
Талис е бивш играч на Атлетико Минейро, Деспортиво Бразил, Боа Еспорте, Коимбра, Оливейренсе и Лейшоеш.
На 2 юли 2023 г. бразилецът е обявен за ново попълнение на ЦСКА 1948. Дебютира на 21 юли при победата с 3:0 като домакин на Пирин (Благоевград).

## Успехи
Атлетико Минейро
- Минейро 1 (1): 2017

 Коимбра
- Минейро 2 (1): 2019